# Europäisches Weltraumforschungsinstitut
Das Europäische Weltraumforschungsinstitut (engl. European Space Research Institute – ESRIN) ist das Europäische Institut für Weltraumforschung der Europäischen Weltraumorganisation (ESA) mit Sitz in Frascati, Italien. Es wurde 1966 als Teil der European Space Research Organisation unter dem Namen European Space Research Laboratory (ESLAB) gegründet und wurde dann unter dem neuen Namen ESRIN ein Teil der Einrichtungen der ESA. Im Gegensatz zu anderen Einrichtungen der ESA hat ESRIN keine fest umrissenen Aufgaben und so bestand die Gefahr, dass die Einrichtung aufgelöst wird. Andererseits hatte Italien als wichtiger ESA-Partner ein vitales Interesse am Erhalt der Einrichtung und Anspruch auf einen Teil der dezentralisierten Einrichtungen der ESA. So konnten dem Institut immer wieder neue Aufgaben zugewiesen werden.
Seit 2004 ist ESRIN die Zentrale der ESA für Erdbeobachtungsmissionen (z. B. Envisat, ERS-1, ERS-2, Sentinel-Missionen). Die gewonnenen Daten werden hier gesammelt, verarbeitet, archiviert und an die (teilweise kommerziellen) Endbenutzer weitergeleitet.
Weitere Aktivitäten des ESRIN:
- Leitung des Vega-Programms (Feststoffträgerrakete für kleine Satelliten)
- Entwicklung, Aufbau und Wartung des ESA-Informationssystems
- Betrieb eines Labors für Telekommunikation
- Betrieb des European Centre for Space Records (ESA-Dokumentationszentrum)
- Betrieb des ESA-Webportals
- Betrieb des Near-Earth Object Coordination Centre, dem Koordinierungszentrum für erdnahe Objekte.[1] Die Informationen über Objekte von verschiedenen optischen Teleskopen, die sich um die Beobachtung von erdnahen Objekten kümmern, werden hier gesammelt und ausgewertet. Dazu gehören das Flyeye Teleskop, die Test-Bed Telescopes, Optical Ground Station, das Klet-Observatorium in Tschechien, die Thüringer Landessternwarte Tautenburg,  Observatori Astronòmic del Montsec mit dem 80 cm Teleskop Joan Oró, das  60 cm Observatoire des Makes, Saint-Louis, Réunion, und das International Scientific Optical Network (ISON).[2]
- Koordination der rund 20 Bodenstationen der einzelnen ESA-Mitglieder
- High-Performance Computing Environment (Space HPC)